# Міра-Лома (Каліфорнія)
Міра-Лома (англ. Mira Loma) — переписна місцевість (CDP) в США, в окрузі Ріверсайд штату Каліфорнія. Населення — 21 930 осіб (2010).

## Географія
Міра-Лома розташована за координатами 33°59′11″ пн. ш. 117°31′16″ зх. д. / 33.98639° пн. ш. 117.52111° зх. д. (33.986376, -117.521124).  За даними Бюро перепису населення США в 2010 році переписна місцевість мала площу 21,11 км², з яких 20,71 км² — суходіл та 0,39 км² — водойми.

## Демографія
Згідно з переписом 2010 року, у переписній місцевості мешкало 21 930 осіб у 5277 домогосподарствах у складі 4523 родин. Густота населення становила 1039 осіб/км².  Було 5640 помешкань (267/км²).
Расовий склад населення:
| - 57,4 % — білих - 2,1 % — азіатів - 1,7 % — чорних або афроамериканців - 1,1 % — корінних американців - 0,2 % — вихідців з тихоокеанських островів - 33,1 % — осіб інших рас |

До двох чи більше рас належало 4,4 %. Частка іспаномовних становила 67,7 % від усіх жителів.
За віковим діапазоном населення розподілялося таким чином: 30,2 % — особи молодші 18 років, 63,0 % — особи у віці 18—64 років, 6,8 % — особи у віці 65 років та старші. Медіана віку мешканця становила 30,4 року. На 100 осіб жіночої статі у переписній місцевості припадало 103,3 чоловіків;  на 100 жінок у віці від 18 років та старших — 105,3 чоловіків також старших 18 років.